# Servon (Seine-et-Marne)
Servon ist eine französische Gemeinde mit 3.430 Einwohnern (Stand 1. Januar 2022) im Département Seine-et-Marne in der Region Île-de-France. Sie gehört zum Arrondissement Torcy und zum Kanton Ozoir-la-Ferrière.

## Lage
Servon liegt 25 Kilometer südöstlich von Paris. Das Gemeindegebiet wird vom Fluss Réveillon tangiert. Nachbargemeinden sind unter anderem Brie-Comte-Robert, Santeny und Mandres-les-Roses.

## Geschichte
Servon wird erstmals im 12. Jahrhundert urkundlich überliefert.

## Bevölkerungsentwicklung
| Jahr      | 1962 | 1968 | 1975 | 1982 | 1990 | 1999 | 2007 | 2019 |
| Einwohner | 822  | 1174 | 1163 | 1526 | 1924 | 2791 | 2881 | 3288 |

## Sehenswürdigkeiten

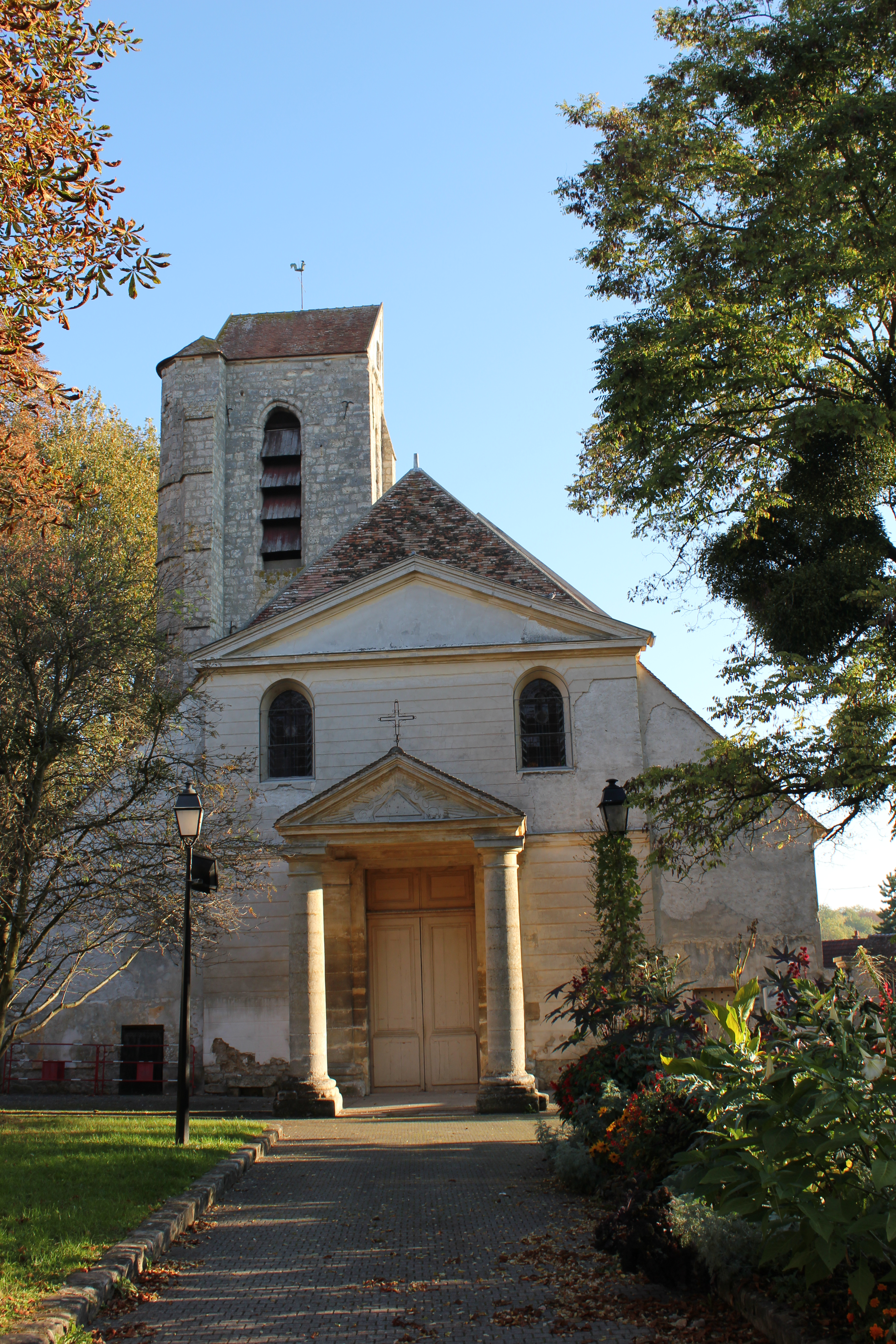
Kirche St-Louis

- Kirche St-Louis, erbaut im 13. und 16. Jahrhundert (siehe auch: Liste der Monuments historiques in Servon (Seine-et-Marne))